# 史蒂文·勒让德尔
史蒂文·勒让德尔（英語：Steven Legendre，1989年5月5日—），美国男子竞技体操运动员，2011年世界竞技体操锦标赛男子团体全能铜牌得主、2013年世界竞技体操锦标赛男子跳马银牌得主、2015年泛美运动会男子团体全能金牌得主。